# Procesos morfogenéticos
Los procesos geomorfogenéticos son los procesos de meteorización, transporte y acumulación de sedimentos responsables del modelado del relieve de una porción del territorio. Se dividen además en: procesos dominantes y procesos auxiliares.
Al conjunto de estos procesos de modelado del relieve sometidos a los mismos agentes erosivos y actuando con modalidades idénticas se le denomina sistema morfogenético.
- Datos: Q6087249